# Laurentia (kontinent)

Laurentia var en paleokontinent och utgör en stor del av den kontinent som idag kallas för Nordamerika.